# Membri del Consiglio Grande e Generale della XXIV legislatura
I membri del Consiglio Grande e Generale della XXIV Legislatura sono i seguenti:
- Paride Andreoli (PSS)
- Giuseppe Arzilli (PDCS)
- Antonello Bacciocchi (PSS)
- Ernesto Benedettini (PDCS)
- Fabio Berardi (PSS)
- Maria Luisa Berti (PCDS)
- Fernando Bindi (APDS)
- Monica Bollini (PSS)
- Paolo Bollini (PSS)
- Roberto Bucci (PD)
- Patricia Busignani (PD)
- Valeria Ciavatta (APDS)
- Sante Canducci (PDCS)
- Augusto Casali (PSS)
- Alberto Cecchetti (PSS)
- Mauro Chiaruzzi (PSS)
- Germano De Biagi (PSS)
- Claudio Felici (PD)
- Ivan Foschi (RCS)
- Loris Francini (PDCS)
- Carlo Franciosi (APDS)
- Clelio Galassi (PDCS)
- Gabriele Gatti (PDCS)
- Cesare Antonio Gasperoni (PDCS)
- Giovanni Giannoni (PSS)
- Gino Giovagnoli (PDCS)
- Gino Giovannini (PCDS)
- Giovanni Lonfernini (PCDS)
- Stefano Macina (PD)
- Gianmarco Marcucci (PDCS)
- Tito Masi (APDS)
- Pier Marino Menicucci (PDCS)
- Francesca Michelotti (PD)
- Maria Domenica Michelotti (PD)
- Cesare Mina (PCDS)
- Fausta Simona Morganti (PD)
- Giuseppe Maria Morganti (PD)
- Romeo Morri (PDCS)
- Claudio Muccioli (PCDS)
- Piermarino Mularoni (PDCS)
- Vanessa Muratori (RCS)
- Francesco Mussoni (PCDS)
- Claudio Podeschi (PDCS)
- Roberto Raschi (PSS)
- Maurizio Rattini (PSS)
- Marino Riccardi (PD)
- Emma Rossi (PD)
- Alessandro Rossi (PD)
- Giuseppe Rossi (PSS)
- Ottaviano Rossi (PDCS)
- Massimo Roberto Rossini (PD)
- Glauco Sansovino (ANS)
- Fiorenzo Stolfi (PSS)
- Gianfranco Terenzi (PDCS)
- Giovanni Francesco Ugolini (PCDS)
- Pasquale Valentini (PDCS)
- Gian Carlo Venturini (PDCS)
- Mario Lazzaro Venturini (APDS)
- Antonio Lazzaro Volpinari (PSS)
- Rosa Zafferani (PDCS)